# Dichelacera varia
Dichelacera varia är en tvåvingeart som först beskrevs av Christian Rudolph Wilhelm Wiedemann 1828.  Dichelacera varia ingår i släktet Dichelacera och familjen bromsar. Inga underarter finns listade i Catalogue of Life.